# Список акронімів української мови (З)
Список акронімів української мови, які починаються з літери «З»:
- ЗАГС (рос. Органы записи актов гражданского состояния) — Органи реєстрації актів цивільного стану (РАЦС)
- ЗАЕС — Запорізька атомна електростанція
- ЗАЗ — Запорізький автомобілебудівний завод
- ЗАТО — Закрита адміністративно-територіальна одиниця
- ЗБК — Залізобетонна конструкція
- ЗВО — Заклад вищої освіти
- ЗВО — Закордонний виборчий округ
- ЗВР — Золотовалютні резерви
- ЗВТ — Засіб вимірювальної техніки
- ЗВТ — Зона вільної торгівлі
- ЗВЧ — Закон великих чисел
- ЗДА — Залізодефіцитна анемія
- ЗДАС — Загальнодержавна автоматизована система збору та обробки інформації
- ЗДБ — Звичайні диференціальні рівняння
- ЗЕД — Зовнішньоекономічна діяльність
- ЗЄС — Західноєвропейський союз
- ЗІК («Західна інформаційна корпорація») — інформаційне інтернет-агентство із Західної України
- ЗІЛ — Автомобільний завод імені І. О. Лихачова
- ЗІП (запчастини, інструменти, приладдя) — комплект, призначений для експлуатації та ремонту техніки
- ЗКАТО — Загальноросійський класифікатор об'єктів адміністративно-територіального поділу
- ЗКЗЗ — Загальний каталог змінних зір
- ЗКР — Зенітна керована ракета
- ЗКТМУ — Загальноросійський класифікатор територій муніципальних утворень
- ЗКУ — Земельний кодекс України
- ЗМІ — Засоби масової інформації
- ЗМСУ — Заслужений майстер спорту України
- ЗМУ — Зброя масового ураження
- ЗНГ — Зріджений нафтовий газ
- ЗНМ — Згорткова нейронна мережа
- ЗНО — Зовнішнє незалежне оцінювання
- ЗНТУ — Запорізький національний технічний університет
- ЗНУ — Запорізький національний університет
- ЗОДА — Закарпатська обласна державна адміністрація
- ЗОДА — Запорізька обласна державна адміністрація
- ЗОШ — Загальноосвітня школа
- ЗП — Заробітна плата
- ЗП — Зарядний пристрій
- ЗПГ — Зріджений природний газ
- ЗПМ — Злітно-посадковий майданчик
- ЗПС — Злітно-посадкова смуга
- ЗПСШ — Захворювання, що передаються статевим шляхом
- ЗРК — Зенітний ракетний комплекс
- ЗС РФ — Збройні сили Російської Федерації
- ЗС СРСР — Збройні сили СРСР
- ЗС США — Збройні сили США
- ЗСГ — Збройні сили Грузії
- ЗСД — Захищене сховище даних
- ЗСЖ — Здоровий спосіб життя
- ЗСУ — Збройні сили України
- ЗСФРР — Закавказька Соціалістична Федеративна Радянська Республіка
- ЗТВ — Загальна теорія відносності
- ЗУНР — Західноукраїнська Народна Республіка
- ЗХЛ — Західна хокейна ліга